# Campeonato Central de Rugby 2011
El Campeonato Central de Rugby de 2011 fue la 64° edición del torneo de rugby de primera división de Chile.

## Participantes
| Equipo               |
| -------------------- |
| COBS                 |
| Stade Français       |
| PWCC                 |
| Alumni SC            |
| Old Georgians        |
| Old Reds             |
| Old Boys             |
| Universidad Católica |

## Fase final

### Semifinales
| 24 de septiembre de 2011 | Old Boys | 24 - 12 | COBS |  |  |

| 24 de septiembre de 2011 | Universidad Católica | 21 - 26 | Stade Français |  |  |

#### Final
| 1 de octubre de 2011 | Old Boys | 15 - 18 | Stade Français |  |  |

| Bandera de Chile       |
| Campeón Stade Français |
| Octavo título          |